# Hristina Obradović
L'higoumènia Hristina (en serbe cyrillique : Христина , nom séculier Velika Obradović, en serbe cyrillique: Велика Обрадовић), née le 20 décembre 1931 à Sedlari (Royaume de Serbie) est une religieuse éminente de l'Église orthodoxe serbe et abbesse du monastère de Ljubostinja près de Trstenik, à la tête du monastère pendant 29 ans.

## Biographie
L'abbesse Hristina (Obradović) est née le 20 décembre 1931 à Sedlari près de Trebinje, de parents pieux Dušan et Janja, et a reçu le nom de Velika lors de son baptême. Elle a grandi et a été élevée dans une famille herzégovine vertueuse et pieuse, elle admirait son frère aîné Milorad, qui est venu au Monastère de Žiča à l'automne 1939 et est devenu moine à Ovčara, au monastère de la Sainte Trinité en 1945. , avec le nom monastique Hristifor, alors elle se décida et vint au monastère pour consacrer sa vie à Dieu.
Entrant au monastère de la Sainte Trinité près d'Ovčar pour rendre visite à son frère, Velika vint au monastère de Jovanje avec l'aide de son frère en 1944. Là, à Jovanje, elle resta novice jusqu'en 1947, comme sœur exemplaire dans son obédience. Ensuite, il a quitté Jovanje pour le monastère de Ljubostinja sous l'abbesse Varvara Milenović et a rejoint la vie et l'obéissance de ce monastère. Il s'implique dans la vie et l'obéissance de ce monastère. En tant que femme de ménage, elle conduit une voiture et accomplit de nombreuses tâches et devoirs au monastère. Elle a été ordonnée religieuse à Ljubostinja en 1951 par l'évêque de Šumadija de l'époque, M. Valerijan (Stefanović), et a reçu le nom de.
Après le décès de la directrice du monastère abesse Varvara (Milenović), le 21 mai 1995. Par décision de l'évêque de Šumadija. M. Sava (Vuković), et de la confrérie, elle a été choisie comme troisième abbesse du Monastère de Ljubostinja, dont elle est à la tête depuis 29 ans.

## Sources et références
1. 1 2  « Празнично бденије у манастиру Љубостиња | Епархија крушевачка », sur web.archive.org,‎ 29 juin 2020 (consulté le 3 décembre 2023)
2. ↑  « Свеноћно Бденије и Литургија у манастиру Љубостиња уочи Света Три Јерарха | Радио Светигора », sur arhiva.svetigora.com (consulté le 3 décembre 2023)
3. ↑  (en-US) Paneuropa Discover Serbia, « MANASTIR LJUBOSTINJA ZADUŽBINA KNEGINJE MILICE », sur Srpska Televizija USA, 17 février 2020 (consulté le 3 décembre 2023)
4. ↑  Zoran Spiridon, « Дођи и види: Храмовна славе манастира Љубостиње », sur Дођи и види,‎ четвртак, 29. август 2019. (consulté le 3 décembre 2023)
5. 1 2  (en-US) « Манастир Љубостиња код Трстеника », sur Огледало српско (consulté le 3 décembre 2023)